# Азія
А́зія — найбільша за площею (близько 44,5 мільйонів км²) і за населенням частина світу, розташована у Східній півкулі (за невеликими винятками). Разом з Європою утворює материк Євразія. Площа Азії становить 8,7 % від загальної площі поверхні Землі (або 30 % від суходолу), кількість населенням близько 4,7 млрд (на 2021 рік), що становить 60 % від населення Землі. У 20 столітті населення Азії зросло майже в чотири рази.
Азія, за даними Британської енциклопедії та Національного географічного товариства, займає 4/5 суші Євразії (західну частину займає Європа) і розташована на схід від Суецького каналу, Егейського, Чорного і Каспійського морів, річки Урал (за іншою версією, річки Емби) та Уральських гір і на південь від Кавказьких гір (або Кумо-Маницької западини), а також Каспійського і Чорного морів.

## Етимологія
Найімовірніше назва континенту походить від давньоассирійського слова асу — схід. Можна порівняти: Оз (міфічна країна), ост, Ассирія, Ашшур, айсор.
З часом традиційне географічне поняття Азія суттєво змінювалося за своїм обсягом і змістом. Саме поняття виникло в античну епоху, коли суцільні природні кордони у вигляді Середземного, Егейського та Мармурового морів наштовхували фінікійців та греків на протиставлення країн Заходу (Ереб) та Сходу (Асу). З часом назва Азія поширилася на південь — на Аравійський півострів та на північ — на Кавказ та скіфські степи. Впродовж середньовіччя східну межу Європи все більше посували на схід — спершу межею був Дністер, потім Дніпро та Дон. Петер-Сімон Паллас наприкінці XVIII століття запропонував проводити межу по Уральських горах, Загальному Сирту та Ергенях. В XIX столітті почали вважати кордоном вододіл Уральських гір. Багато суперечок свого часу спричинило питання межі між Європою й Азією на Кавказі. Є дві версії: по Кумо-Маницькій западині або по гірському хребту Великого Кавказу (за деякими даними — ще південніше, по річках Кура і Аракс).

## Географія
Азія відокремлена від Північної Америки Беринґовою протокою, від Африки — Суецьким каналом і Червоним морем, від Європи — протокою Дарданелли, Мармуровим морем, протокою Босфор і Чорним морем; умовний континентальний кордон з Європою проходить берегом Каспійського моря, річкою Урал (або Емба), східними схилами Уральських гір. Площа Азії разом з поверхнею Каспійського моря становить 44,4 млн км², або близько 30 % поверхні суходолу Землі; найбільша меридіанна протяжність 8400 км, широтна — 8590 км. Берегова лінія розчленована (довжина 62 тис. км); є численні півострови (Аравійський, Індостан, Індокитай, Мала Азія, Таймир) і острови (архіпелаги: Малайський, Філіппінський, Японський).
Кордон між Азією та Океанією проводять через Малайський архіпелаг. Термін Південно-Східна Азія та Океанія, що з'явився в 19-ому столітті, з моменту свого створення мав абсолютно різні географічні значення. Океанія ніколи не вважалася частиною Азії. Головним чинником у визначенні того, які острови Малайського архіпелагу належать до Азії, було розташування колоніальних володінь різних імперій (не тільки європейських). Льюїс і Віґен зауважували, що «звуження Південно-Східної Азії до її нинішніх кордонів було, таким чином, поступовим процесом».

### Рельєф

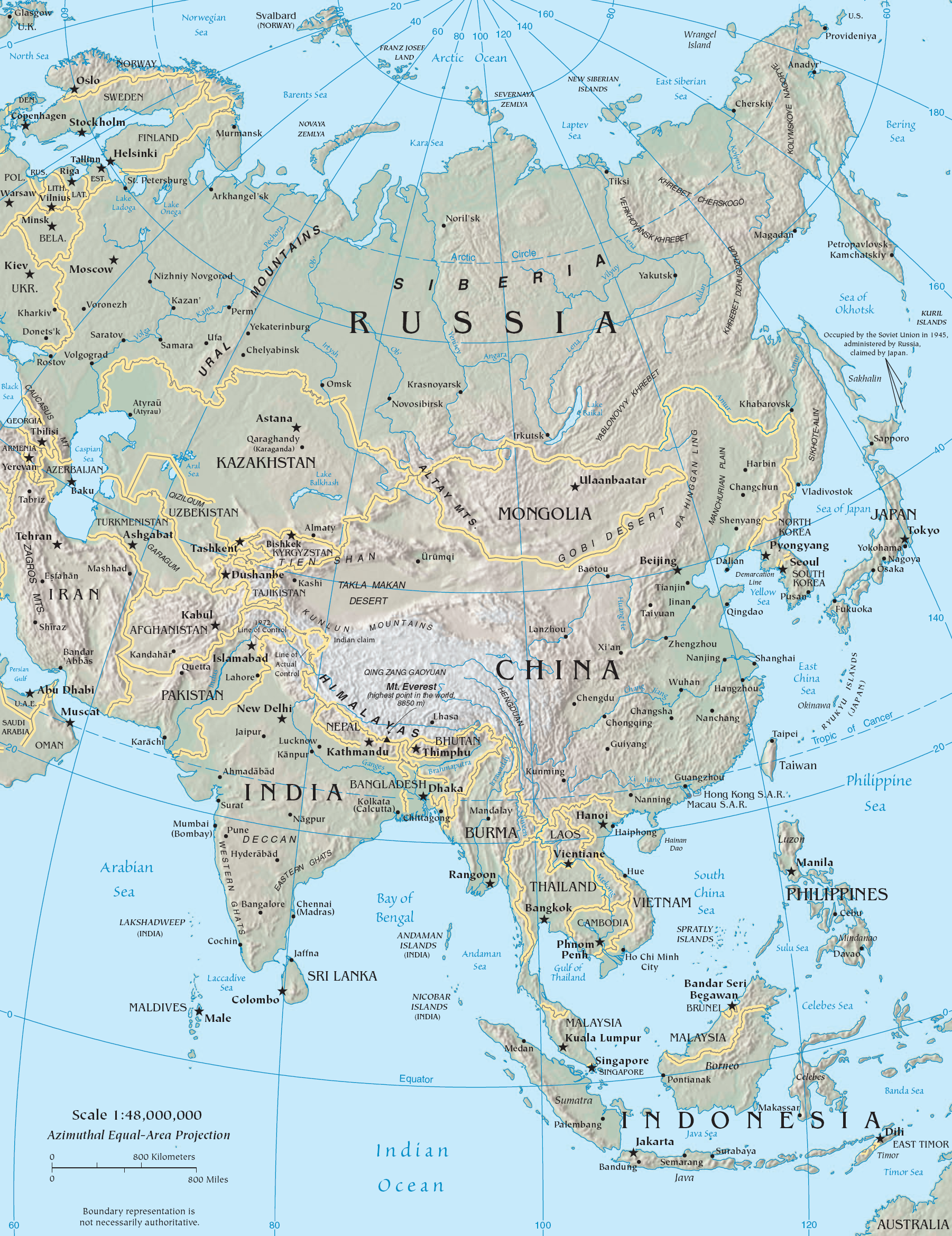
Фізична карта Азії

Азія — найконтрастніша за відмітками абсолютних висот частина світу. В Азії розташована найвища вершина Землі Джомолунґма (Еверест — 8848 м) і найглибша западина — Маріанська (10924 м). Поблизу Азії розташована низка глибоких западин Світового океану, наприклад, Курило-Камчатська (9717 м) і Філіппінська (10265 м). На її території розташоване найглибше озеро світу — Байкал (глибина до 1620 м) і озеро Мертве море, рівень якого на 392 м нижчий від рівня моря, а також Турфанська улоговина (-154 м). Середня висота Азії — 950 м. Близько 75 % поверхні Азії становлять гори і височини між Середземним морем й узбережжям Тихого океану; в центральній частині Азії найвищі на Землі гори (Гімалаї, Каракорум, Гіндукуш), високо розташовані нагір'я (Тибет, Хентей), а також великі улоговини (Кашґарська, Джунґарська); розлогі низовини в північно-західній частині (Західносибірська, Туранська) і прибережній зоні (Маньчжурська, Велика китайська, Індо-Гангська). Безстічні простори, переважно пустельні улоговини, займають 37 % поверхні Азії.
Особливість Азії — вервечка острівних дуг, що становлять її східне обрамлення. Для багатьох ділянок східного узбережжя Азії характерний активний вулканізм, воно входить до так званого Тихоокеанського вогняного кола.
У Північній Азії (Сибір) є виходи викопного льоду. На півдні Азії є коралові утворення.

### Клімат
Клімат від субполярного та полярного на крайній півночі до тропічного, дуже вологого на південному сході і тропічного, дуже сухого на південному заході, на більшості території різко континентальний; на півночі тундра і зона хвойних лісів тайги (район вічної мерзлоти), в центральній та південно-західній частині степи, що переходять в напівпустелі та пустелі, на південному сході мусонні та тропічні ліси.

### Корисні копалини
Незважаючи на значну площу і різноманітність природних умов Азія займає 1-е місце серед інших континентів тільки за запасами нафти, природного газу, руд олова і самородної сірки, а також з видобутку нафти і олов'яних руд. Слабка продуктивність надр континенту і низька концентрація гірничої промисловості пояснюються не тільки особливостями геологічної будови, але і недостатньою геологічною вивченістю, несприятливим географічним положенням, відсутністю необхідної інфраструктури і низьким рівнем розвитку економіки у багатьох країнах Азії. Мінерально-сировинна база і гірнича промисловість Азії, за винятком запасів і видобутку нафти в країнах Перської затоки і олова в Східній Азії, не відрізняються високою концентрацією виробництва. Вугільна промисловість континенту за рівнем виробництва поступається Північній Америці і Західній Європі, а за концентрацією видобутку, крім них, ще й Австралії і Південній Африці. Нафтогазовидобувний район Західної Азії — найбільший у світі центр з видобутку і експорту нафти; загалом Азія дає близько 45-50 % загального видобутку нафти, який здійснюється на сучасному технічному рівні. Аналогічний стан в оловодобувній промисловості займають країни Східної Азії, але в цьому випадку технічний рівень виробництва вельми строкатий: від сучасних потужних драг на прибережних площах до напівкустарного видобутку (старателі) з невеликих розсипів. З інших видів мінеральної сировини виділяються марганцеві руди в Індії і хромові руди в Туреччині, вольфрамові руди в Південній Кореї і країнах Східної Азії, фосфорити і самородна сірка в Західній Азії. Серед країн Азії можна віднести до найбільших і досить універсальних за видобутком мінеральної сировини Росію, Індію і Китай, а до числа країн зі значним, мінерально-сировинним потенціалом, порівняно розвиненою гірничою промисловістю — Туреччину, Філіппіни, Іран та Індонезію.

## Економіка

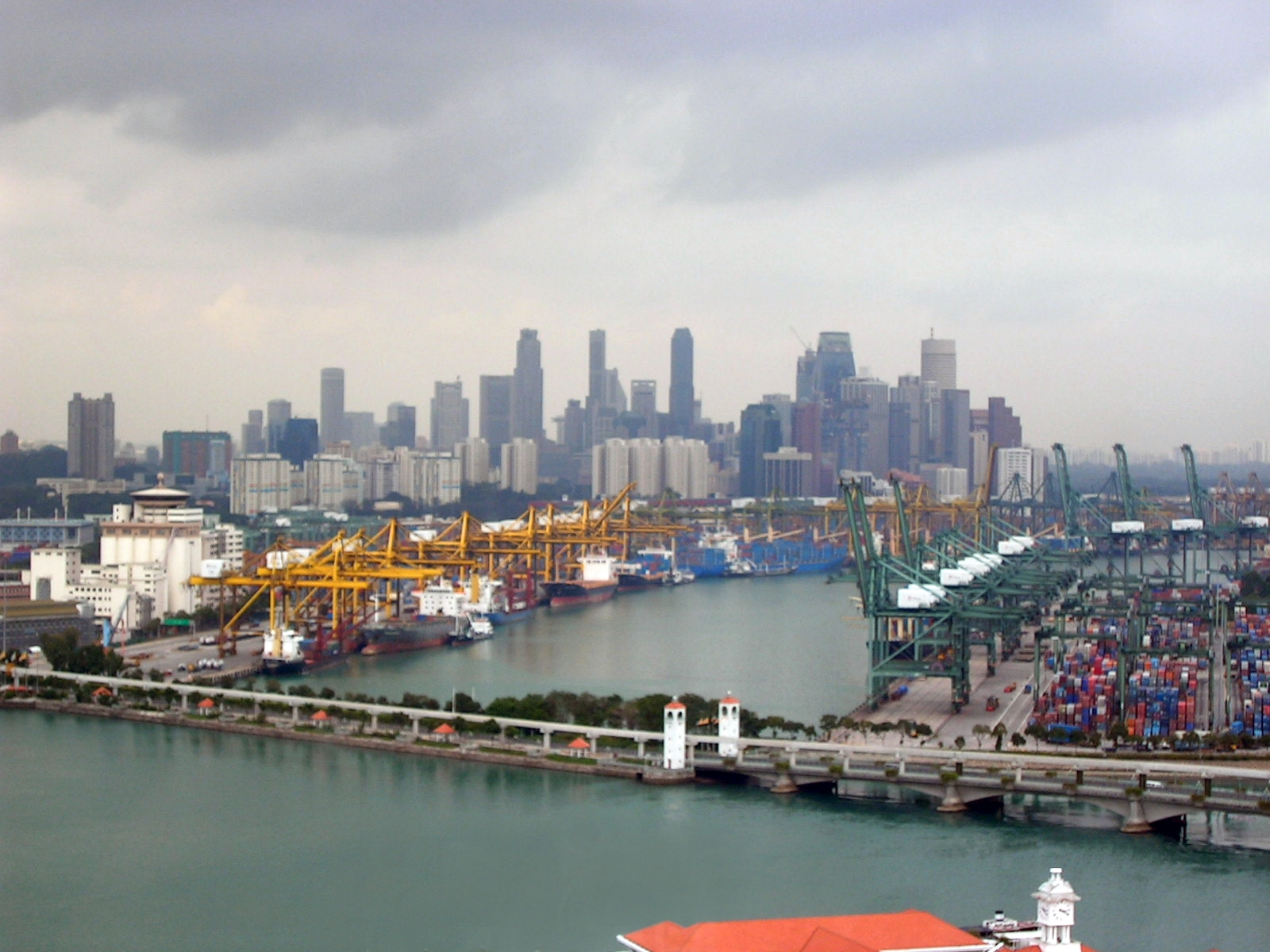
Сінгапур має один з найбільш пожвавлених портів світу і четвертим за обсягами форексний ринок.

Азія має другий за величиною номінальний ВВП серед усіх континентів після Європи, але найбільший за паритетом купівельної спроможності. Станом на 2010 рік, найбільшими економіками Азії є Китай, Японія, Індія, Південна Корея та Індонезія. Згідно з Global Office Locations 2011, Азія домінує як місце офісів компаній — 4 з 5 верхніх сходинок займають міста в Азії: Гонконг, Сінгапур, Токіо і Шанхай (на четвертому місці Лондон). Близько 68 відсотків міжнародних компаній має офіс в Гонконзі.
Наприкінці 1990-х і початку 2000-х років, економіка КНР та Індії зростала дуже швидко, із середньорічним темпом зростання понад 8 %. До інших країн Азії з дуже високими темпами зростання відносяться Малайзія, Індонезія, Пакистан, Таїланд, В'єтнам, Монголія, Узбекистан, Кіпр і Філіппіни, а також багаті корисними копалинами країни, як Казахстан, Туркменістан, Іран, Бруней, Об'єднані Арабські Емірати, Катар, Кувейт, Саудівська Аравія, Бахрейн і Оман.
У своїй книзі Світова економіка: Тисячолітня перспектива історик економіки Ангус Медісон пише, що Індія була найбільшою економікою світу протягом двох останніх тисячоліть до нашої ери. Китай був найбільшою і найрозвиненішою економікою на Земній кулі протягом більшої частини записаної історії, до моменту, аж в середині 19 століття його обігнала Британська імперія (не враховуючи Індії). Протягом кількох десятиліть наприкінці XX століття найбільшою економікою в Азії і другою за величиною у світі була Японія, яка перегнала Радянський Союз (вимірюючи чистим матеріальним продуктом) в 1986 році і Німеччину в 1968 році (не враховуючи кількох наднаціональних економік, таких як Європейський Союз (ЄС), Північноамериканська зона вільної торгівлі (НАФТА, NAFTA) або Азійсько-Тихоокеанське економічне співробітництво (АТЕС, APEC). У 2010 році, Китай обігнав Японію і став другою за величиною економікою у світі.
В кінці 1980-x і початку 1990-х років, ВВП Японії (перерахований за поточним курсом єни), майже дорівнював сумарному ВВП решти країн Азії.[джерело?] У 1995 році економіка Японії на один день майже зрівнялася з США як найбільша економіка світу внаслідок рекордно високого рівня японської валюти (79 єн/долар США). Економічне зростання в Азії від Другої світової війни до 1990-х років були зосереджені в Японії, а також у чотирьох країнах Тихоокеанського регіону — Південній Кореї, Тайвані, Гонконзі і Сінгапурі — відомих як азійські тигри, які в даний час мають статус розвинутих країни та найвищий ВВП на душу населення в Азії.

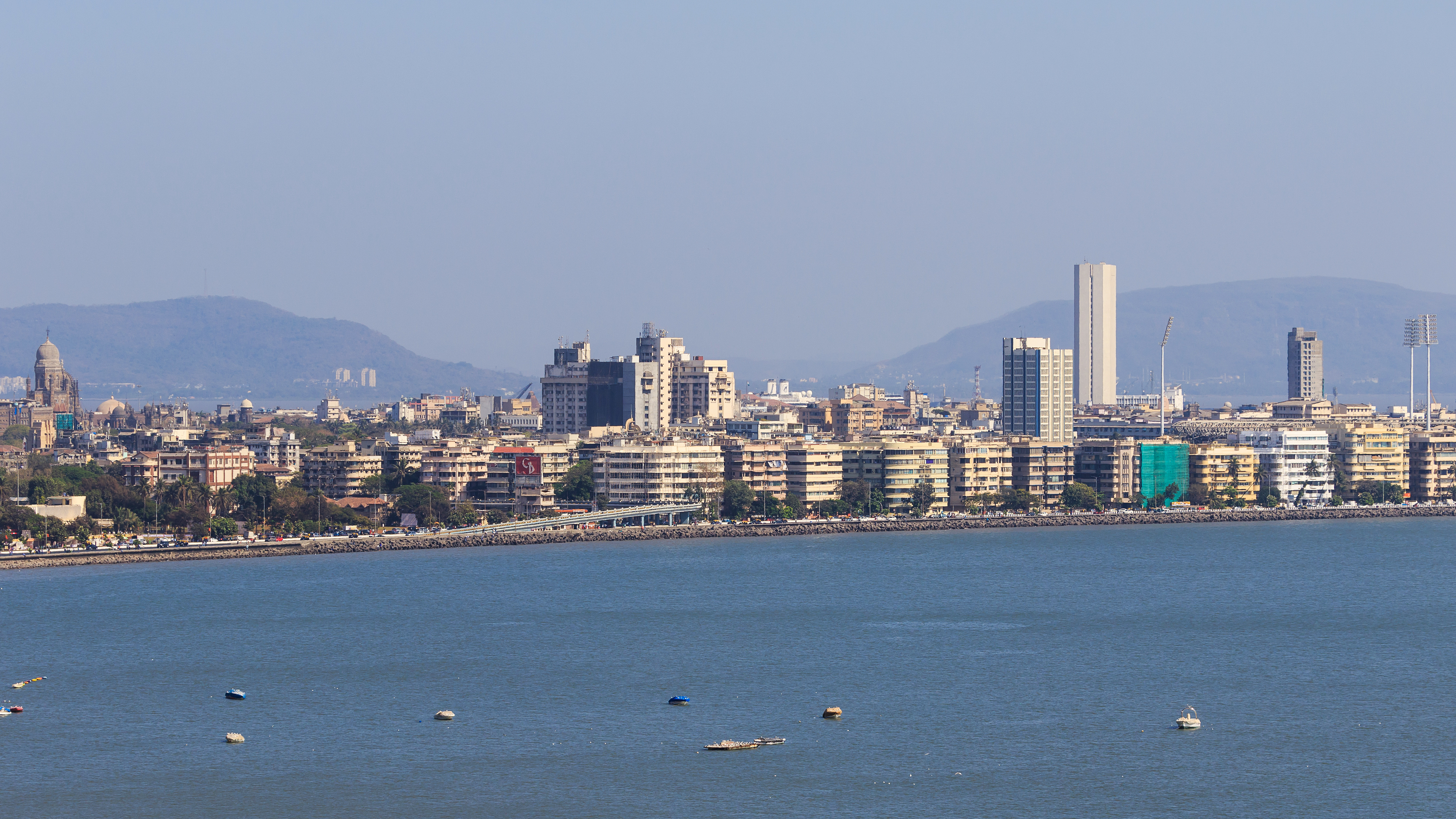
Мумбаї є одним з найгустіше населених міст на континенті, центром туризму та інфраструктури, відіграє важливу роль в економіці Індії

Прогнозується, що Індія обжене Японію за номінальним ВВП в 2020 році. За ВВП на душу населення, як номінальним, так і ПКС, Південна Корея стане другою країною Азії до 2025 року, обігнавши Німеччину, Велику Британію та Францію. За статистикою МВФ у 2010 році, тайванський ВВП на душу населення за паритетом купівельної спроможності склав $34743, що перевищую аналогічний показник Фінляндії, Франції та Японії.[джерело?] На думку Goldman Sachs, у 2027 році Китай стане найбільшою економікою світу.
В Азії існує кілька геополітичних та економічних блоків, з яких найрозвиненішим є Асоціація держав Південно-Східної Азії (ASEAN), до якої входять 10 країн регіону.
Азія є найбільшим континентом у світі, вона багата природними ресурсами, такими як нафта, ліс, вода, мідь і срібло, можливостями вилову риби та вирощування рису. Виробництво в Азії традиційно найсильніше у Східній та Південно-Східної Азії, зокрема, Китаї (КНР), Тайвані, Південній Кореї, Японії, Індії, на Філіппінах і в Сінгапурі. За кількістю транснаціональних корпорацій продовжують домінувати Японія і Південна Корея, але все більших успіхів досягають КНР та Індія. Багато компаній з Європи, Північної Америки, Південної Кореї і Японії оперують в країнах Азії, щоб скористатися з її надлишку дешевої робочої сили і відносно розвиненої інфраструктури.
За даними Citigroup 9 з 11 Глобальних генераторів зростання (т. зв. країн 3G) знаходяться в Азії, що обумовлено зростанням населення і доходів. Це Бангладеш, Китайська Народна Республіка, Індія, Індонезія, Ірак, Монголія, Філіппіни, Шрі-Ланка і В'єтнам
Азія має чотири основні фінансові центри: Токіо, Гонконг, Сінгапур та Шанхай. Великими роботодавцями в Індії та на Філіппінах стають Центри обробки викликів (англ. Call center) і аутсорсингові бізнес-центри у зв'язку з наявністю великих ресурсів висококваліфікованих фахівців та англомовних співробітників. Широке використання аутсорсингу допомагає зростанню Індії та Китаю як фінансових центрів. Завдяки своїй великій і надзвичайно конкурентоспроможній індустрії інформаційних технологій, Індія стала головним центром аутсорсингу.[джерело?]
У 2010 році в Азії було 3,3 мільйони мільйонерів (людей з чистою вартістю маєтку понад 1 млн дол. США за винятком вартості їх будинків), лише трохи менше, ніж в Північній Америці (3,4 мільйони мільйонерів). У 2009 році Азія (без Близького Сходу) вперше обігнала за цим показником Європу.

### ВВП за країнами
Нижче наведено список азійських країн з поданим валовим внутрішнім продуктом за 2010 рік за офіційним урядовим курсом обміну (номінальний ВВП) і за паритетом купівельної спроможності (ПКС) у 2010 році. Дані Міжнародного валютного фонду (щоб розгорнути натисніть [показати]).
| Країна            | ВВП (номінал) млн. USD | ВВП (ПКС) млн. USD | ВВП (ПКС) на особу USD | Регіон               |
| ----------------- | ---------------------- | ------------------ | ---------------------- | -------------------- |
| Афганістан        | 16,631                 | 29,616             | 1,000                  | Південна Азія        |
| Азербайджан       | 52,166                 | 90,074             | 8,634                  | Західна Азія         |
| Вірменія          | 8,830                  | 17,086             | 6,400                  | Західна Азія         |
| Бахрейн           | 21,733                 | 29,663             | 37,200                 | Західна Азія         |
| Бангладеш         | 105,402                | 257,545            | 1,600                  | Південна Азія        |
| Бутан             | 1,397                  | 3,785              | 5,600                  | Південна Азія        |
| Бруней            | 11,963                 | 19,925             | 51,800                 | Південно-Східна Азія |
| Бірма             | 35,646                 | 76,240             | 1,197                  | Південно-Східна Азія |
| Камбоджа          | 11,360                 | 29,811             | 2,000                  | Південно-Східна Азія |
| КНР               | 6 998,257              | 11 711,708         | 7,518                  | Східна Азія          |
| Кіпр              | 22,752                 | 23,017             | 28,381                 | Західна Азія         |
| Східний Тимор     | 0,616                  | 3,062              | 2,600                  | Південно-Східна Азія |
| Грузія            | 11,234                 | 22,194             | 4,500                  | Західна Азія         |
| Гонконг           | 226,485                | 322,486            | 45,736                 | Східна Азія          |
| Індія             | 1 847,966              | 4 679,392          | 3,417                  | Південна Азія        |
| Індонезія         | 706,735                | 1 029,884          | 3,900                  | Південно-Східна Азія |
| Іран              | 337,901                | 818,653            | 11,200                 | Західна Азія         |
| Ірак              | 84,136                 | 115,330            | 3,600                  | Західна Азія         |
| Ізраїль           | 201,254                | 218,490            | 29,500                 | Західна Азія         |
| Японія            | 5 885,872              | 4 319,432          | 32,817                 | Східна Азія          |
| Йорданія          | 27,129                 | 34,617             | 5,000                  | Західна Азія         |
| Казахстан         | 129,757                | 193,261            | 11,434                 | Центральна Азія      |
| Північна Корея    | 28,000                 | 40,000             | 1,900                  | Східна Азія          |
| Південна Корея    | 1 007,084              | 1 459,246          | 30,200                 | Східна Азія          |
| Кувейт            | 117,316                | 138,099            | 38,293                 | Західна Азія         |
| Киргизстан        | 4,444                  | 11,772             | 2,162                  | Центральна Азія      |
| Лаос              | 6,341                  | 15,689             | 2,435                  | Південно-Східна Азія |
| Ліван             | 39,149                 | 59,906             | 15,331                 | Західна Азія         |
| Макао             | 22,100                 | 18,470             | 59,451                 | Східна Азія          |
| Малайзія          | 218,950                | 412,302            | 14,603                 | Південно-Східна Азія |
| Мальдіви          | 1,433                  | 1,755              | 5,483                  | Південна Азія        |
| Монголія          | 5,807                  | 10,252             | 3,727                  | Східна Азія          |
| Непал             | 15,108                 | 35,231             | 1,250                  | Південна Азія        |
| Оман              | 53,782                 | 78,100             | 26,197                 | Західна Азія         |
| Пакистан          | 164,792                | 464,711            | 2,789                  | Південна Азія        |
| Філіппіни         | 199,591                | 351,370            | 3,725                  | Південно-Східна Азія |
| Катар             | 126,518                | 149,995            | 88,232                 | Західна Азія         |
| Росія             | 1 884,079              | 2 222,957          | 15,807                 | Північна Азія        |
| Саудівська Аравія | 434,440                | 619,826            | 23,742                 | Західна Азія         |
| Сінгапур          | 217,377                | 291,712            | 57,238                 | Південно-Східна Азія |
| Шрі-Ланка         | 48,241                 | 104,124            | 5,103                  | Південна Азія        |
| Сирія             | 59,633                 | 105,324            | 5,108                  | Західна Азія         |
| Тайвань           | 426,984                | 810,487            | 34,743                 | Східна Азія          |
| Таджикистан       | 5,578                  | 14,529             | 1,907                  | Центральна Азія      |
| Таїланд           | 312,605                | 584,768            | 8,643                  | Південно-Східна Азія |
| Туреччина         | 729,051                | 960,511            | 13,392                 | Західна Азія         |
| Туркменістан      | 27,960                 | 35,883             | 6,597                  | Центральна Азія      |
| ОАЕ               | 239,650                | 186,908            | 36,973                 | Західна Азія         |
| Узбекистан        | 37,724                 | 85,363             | 3,022                  | Центральна Азія      |
| В'єтнам           | 101,987                | 275,639            | 2,793                  | Південно-Східна Азія |
| Ємен              | 30,023                 | 63,329             | 2,595                  | Західна Азія         |

## Населення
Азія є найбільш заселеним континентом світу. Тут на 30 % суходолу планети мешкає 60 % людства. За оцінками Відділу народонаселення ООН у 2011 році населення Азії становило 4,21 млрд і зростало на понад 1 % (46 млн) на рік. Темпи зростання населення коливаються від −0,05 % в Японії до понад 3 % в Катарі, Афганістані, Іраку і Ємені. Левова частка приросту населення в абсолютних числах припадає на Індію (понад 17 млн) та Китай (6 млн).
Демографічний центр континенту розташований у районі Індостанського субконтиненту, це зони інтенсивного сільського господарства (вирощування рису), дельти Гангу з Брахмапутрою, Іраваді. В Індонезії більшість населення концентрується на острові Ява з родючими вулканічними ґрунтами (більше 700 осіб/км²). Сільське населення Південно-Західної Азії зосереджене вздовж передгір'їв Леванту, Ельбрусу, у межиріччі Тигру і Євфрату. Досить висока густота населення на узбережжі Перської затоки, що пов'язано з видобутком нафти. У Східній Азії на берегах Японського моря густота населення від 300 осіб/км² (Японські острови) до 500 осіб/км² (Південна Корея). Високогірні простори та пустелі незаселені або мало заселені, суворі кліматичні умови також завадили заселенню північних регіонів Азії, особливо Сибір і Далекий Схід Росії, середня густота населення Росії — 8,7 особи/км².
Населення переважно жовтої та білої (на заході) рас.

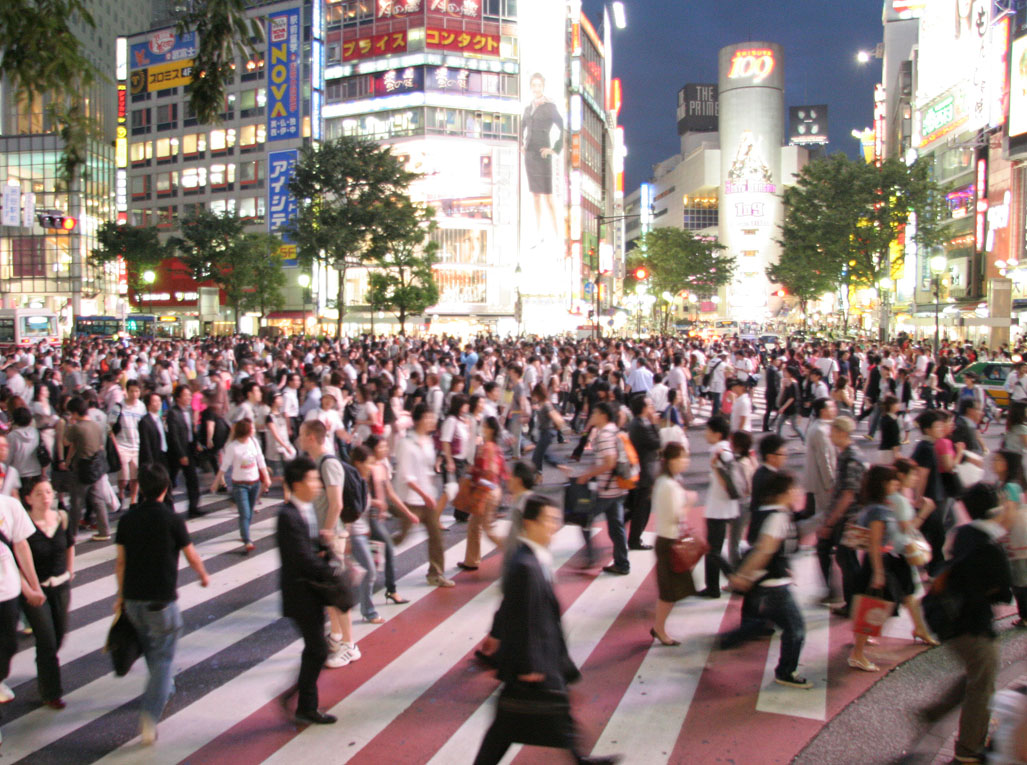
Токіо — найбільша агломерація Японії та світу

Рівень урбанізації від понад 90 % (Сінгапур, Кувейт, Ізраїль) до 10 % (Непал, Оман, Камбоджа, Бутан);[джерело?] найбільші міські агломерації: Токіо, Ґуанчжоу, Сеул, Шанхай, Делі, Мумбаї (Бомбей), Маніла.
Східна Азія має найвищі темпи зростання Індексу розвитку людського потенціалу (ІРЛП), досягши майже вдвічі вищого за середній приросту за останні 40 років, відповідно до аналізу звітів про охорону здоров'я, освіту і даних про доходи. КНР, друга у світі за величиною приросту з 1970 року, є єдиною країною зі списку «10 найшвидших», яка досягла це передусім за рахунок зросту доходів, а не досягнень в галузі здоров'я або освіти. Дохід на душу населення в Китаї за останні чотири десятиліття збільшився у вражаючі 21 рази, що видобуло сотні мільйонів людей з бідності. Тим не менш, Китай не був серед найкращих у регіоні за підвищенням відвідуваності шкіл і тривалості життя.
Непал, інша країна зі списку «10 найшвидших», досягла прогресу з 1970 року, в основному, за рахунок охорони здоров'я та освіти. У даний час (2010-і) очікувана тривалість життя є на 25 років більшою, ніж в 1970-х роках. Понад чотири з кожних п'яти дітей шкільного віку в Непалі відвідують початкову школу, у порівнянні з лише кожним п'ятим 40 років тому. Японія і Південна Корея займають найвищі місця серед азійських країн (місце 11 і 12 у світі, знаходяться в групі «дуже високого рівня людського розвитку»), далі йдуть Гонконг (21) і Сінгапур (27). Афганістан (155 з 169 країн, що оцінювалися) посів найнижчу сходинку серед азійських країн.

## Регіони

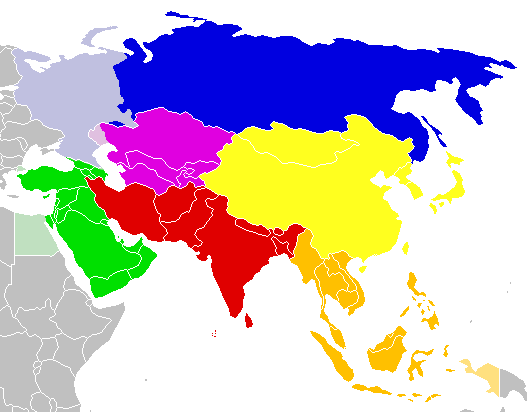
Регіони Азії:
Північна Азія
Центральна Азія
Західна Азія
Південна Азія
Східна Азія
Південно-Східна Азія

Можна виділити такі великі частини Азії:
- Північно-Східна Азія (Росія).
- Західна Азія (країни Близького Сходу: Кіпр, Туреччина, Сирія, Ліван, Ізраїль, Йорданія, Ірак, Кувейт, Саудівська Аравія, Бахрейн, Катар, Об'єднані Арабські Емірати (ОАЕ), Оман, Ємен; країни Закавказзя: Азербайджан, Вірменія, Грузія; країни Середнього Сходу: Іран, Афганістан, Пакистан).
- Південна Азія (Пакистан, Індія, Бангладеш, Шрі-Ланка, Бутан, Непал, Мальдіви).
- Південно-Східна Азія (М'янма, Таїланд, Малайзія, Сінгапур, Лаос, Камбоджа, В'єтнам, Філіппіни, Індонезія, Бруней, Східний Тимор).
- Центральна Азія (Узбекистан, Туркменістан, Киргизстан, Таджикистан, Казахстан, також Західний Китай, Монголія, Афганістан, Тибет).
- Східна Азія (Китайська Народна Республіка, Південна Корея, Північна Корея, Японія, Тайвань).

## Мови
Азія є батьківщиною кількох мовних сімей і багатьох мовних ізолятів. Більшість азійських країн більш ніж на одну мову, яка є рідною для населення. Наприклад, відповідно до Ethnologue, в Індонезії говорять більш ніж 600 мовами, в Індії понад 800-ами, на Філіппінах більше сотнею. Багато мов і діалектів використовується в різних провінціях Китаю.
Офіційні мови:
- Азербайджан — азербайджанська
- Вірменія — вірменська
- Афганістан — пушту, дарі
- Бангладеш — бенгальська
- Бахрейн — арабська
- Бруней — малайська, англійська
- Бутан — Тибетський діалект дзонг-ке
- Східний Тимор — тетум, португальська
- В'єтнам — в'єтнамська
- Грузія — грузинська
- Ізраїль — іврит
- Індія — хінді та інші (див. мови Індії)
- Індонезія — індонезійська
- Йорданія — арабська
- Ірак — арабська
- Іран — фарсі
- Ємен — арабська
- Казахстан — казахська, російська
- Камбоджа — кхмерська
- Катар — арабська
- Кіпр — грецька, турецька
- Китай — китайська
- Корея Північна — корейська
- Корея Південна — корейська
- Кувейт — арабська
- Киргизстан — киргизька, російська
- Лаос — лаоська
- Ліван — арабська
- Малайзія — малайська
- Мальдіви — мальдівська
- Монголія — монгольська
- М'янма — бірманська
- Непал — непальська
- Об'єднані Арабські Емірати — арабська
- Оман — арабська
- Пакистан — урду
- Росія — російська
- Саудівська Аравія — арабська
- Сінгапур — англійська, китайська малайська тамільська
- Сирія — арабська
- Таджикистан — таджицька
- Таїланд — тайська
- Тайвань — китайська
- Туркменістан — туркменська
- Туреччина — турецька
- Узбекистан — узбецька
- Філіппіни — філіппінська, англійська
- Шрі-Ланка — сингальська, тамільська
- Японія — японська

## Релігія
Азія є колискою сучасних великих релігій: християнства, юдаїзму, буддизму, індуїзму та ісламу.
- Релігійний склад населення:
- Азербайджан — 93,4 % мусульмани-шиїти
- Афганістан — 85 % мусульмани-суніти, 15 % мусульмани-шиїти
- Бангладеш — 83 % мусульмани-суніти, 16 % індуїсти
- Бахрейн — 85 % мусульмани, 15 % християни, прихильники індуїзму і парсизму
- Бруней — 67 % мусульмани, 14 % буддисти, 8 % християни
- Бутан — 70 % буддисти, 25 % індуїсти
- Вірменія — приблизно 99 % християни (94 % відносять себе до ВАЦ, 4 % до РПЦ, також є вірмено-католики)
- В'єтнам- 55 % буддисти, 12 % сповідують даосизм, 10 % — католицизм. 23 % — іслам, протестантизм, язичництво
- Грузія — 65 % прихильники грузинської православної церкви, 10 % — російської православної церкви, 11 % — ісламу, 8 % — вірменської апостольської церкви
- Ємен — 53 % мусульмани-суніти, 46 % мусульмани-шиїти
- Ізраїль — 83 % юдеї, 13 % мусульмани, 2,4 % — християни, 1,6 % — друзи
- Індія — 83 % індуїзм, інші — іслам, християнство, сикхізм
- Індонезія — 87 % іслам, 6 % протестантизм, 3 % католицизм, 1 % індуїзм, 1 % буддизм
- Ірак — 60 % мусульмани-шиїти, 37 % мусульмани-суніти, 3 % християни
- Іран — 94 % мусульмани-суніти
- Йорданія — 96 % мусульмани-суніти
- Казахстан — 47 % мусульмани, 44 % православні, 2 % протестанти
- Камбоджа — 95 % буддисти, 5 % мусульмани, католики
- Катар — 95 % мусульмани-суніти
- Кіпр — 80 % православні, 20 % мусульмани-суніти
- Китай — поширені даосизм, християнство, буддизм, конфуціанство, іслам
- Корея Північна — 68 % атеїсти, 32 % сповідують чхондоїзм
- Корея Південна — 47 % буддисти, 48 % християни, 3 % конфуціанство
- Кувейт — 85 % мусульмани-суніти
- Киргизстан — 70 % мусульмани-суніти, 6 %православні
- Лаос — 60 % буддисти, 40 % язичники
- Ліван — 58 % мусульмани, 27 % християни
- Малайзія — 55 % мусульмани, 30 % буддисти
- Мальдіви — мусульмани-суніти
- Монголія — атеїзм, ламаїзм
- М'янма — 89 % буддисти, 4 % християни, 4 % мусульмани
- Непал — 90 % індуїзм, 5 % буддизм, 3 % іслам
- Об'єднані Арабські Емірати — іслам
- Оман — 75 % мусульмани-ібадити, а також суніти
- Пакистан — 97 % мусульмани, а також християни, буддисти, сикхи, парси
- Саудівська Аравія — мусульмани (ваххабіти, суніти, шиїти)
- Сінгапур — 30 % буддисти, 20 % християни, 18 % мусульмани, 15 % конфуціанство, даосизм
- Сирія — 90 % мусульмани, 10 % християни
- Східний Тимор — католики, прихильники місцевих вірувань
- Таджикистан — мусульмани
- Таїланд — 94 % буддисти, 4 % мусульмани християнство
- Тайвань — 93 % конфуціанство, буддизм, даосизм, 4,5 % християнство, менше 1 % іслам
- Туркменістан — 87 % мусульмани, 11 % християни
- Туреччина — мусульмани-суніти
- Узбекистан — 88 % мусульмани-суніти, 9 % православні
- Філіппіни — 83 % католики, 9 % протестанти, 5 % мусульмани, 3 % буддисти, язичники
- Шрі-Ланка — 69 % буддисти, 15 % індуїзм
- Японія — синтоїзм, буддизм, християнство